# Tour of Britain Women 2024
Il Tour of Britain Women 2024, nona edizione della corsa e prima con questa denominazione, valevole come diciannovesima prova dell'UCI Women's World Tour 2024 categoria 2.WWT, si svolse in 4 tappe dal 6 al 9 giugno 2024, su un percorso totale di 488,5 km, con partenza da Welshpool e arrivo a Manchester, nel Regno Unito. La vittoria fu appannaggio della belga Lotte Kopecky che completò il percorso in 13h03'40", alla media di 37,707 km/h, precedendo la britannica Anna Henderson e la lussemburghese Christine Majerus.
Sul traguardo di Manchester 59 cicliste, su 89 partite da Welshpool, portarono a termine la competizione.

## Tappe
| Tappa  | Data     | Percorso                | km    | Vincitore di tappa  | Leader cl. generale |
| ------ | -------- | ----------------------- | ----- | ------------------- | ------------------- |
| 1ª     | 6 giugno | Welshpool > Llandudno   | 142,4 | Lotte Kopecky       | Lotte Kopecky       |
| 2ª     | 7 giugno | Wrexham > Wrexham       | 140,1 | Lotte Kopecky       | Lotte Kopecky       |
| 3ª     | 8 giugno | Warrington > Warrington | 106,8 | Lorena Wiebes       | Lotte Kopecky       |
| 4ª     | 9 giugno | Manchester > Manchester | 99    | Ruby Roseman-Gannon | Lotte Kopecky       |
| Totale | Totale   | Totale                  | 488,5 |                     |                     |

## Squadre e cicliste partecipanti
| N.    | Cod. | Squadra                    |
| ----- | ---- | -------------------------- |
| 1-6   | SDW  | Team SD Worx-Protime       |
| 11-16 | DFP  | DSM-Firmenich PostNL       |
| 21-26 | LAJ  | Liv AlUla Jayco            |
| 32-36 | HPH  | Human Powered Health       |
| 41-46 | COF  | Cofidis Women Team         |
| 51-56 | VWT  | VolkerWessels Pro Cycling  |
| 61-66 | AUB  | St Michel-Mavic-Auber93 WE |
| 81-86 | LPW  | Lifeplus Wahoo             |

| N.      | Cod. | Squadra                                       |
| ------- | ---- | --------------------------------------------- |
| 91-96   | HCT  | Hess Cycling Team                             |
| 101-106 | AWO  | Doltcini O'Shea                               |
| 111-116 | TOR  | Torelli                                       |
| 121-126 | DAS  | DAS-Hutchinson-Brother-UK                     |
| 131-136 | ART  | Alba Development Road T.                      |
| 141-146 | FLR  | Pro-Noctis–200° Coffee-Hargreaves Contracting |
| 151-156 | GBR  | Selezione britannica                          |

## Dettagli delle tappe

### 1ª tappa
- 6 giugno: Welshpool > Llandudno – 142,4 km

Risultati
| Pos. | Corridore           | Squadra   | Tempo    |
| ---- | ------------------- | --------- | -------- |
| 1    | Lotte Kopecky       | SD Worx   | 4h04'18" |
| 2    | Letizia Paternoster | Liv AlUla | s.t.     |
| 3    | Pfeiffer Georgi     | DSM       | s.t.     |

| Pos. | Corridore           | Squadra   | Tempo    |
| ---- | ------------------- | --------- | -------- |
| 1    | Lotte Kopecky       | SD Worx   | 4h04'06" |
| 2    | Letizia Paternoster | Liv AlUla | a 3"     |
| 3    | Pfeiffer Georgi     | DSM       | a 7"     |

### 2ª tappa
- 7 giugno: Wrexham > Wrexham – 140,1 km

Risultati
| Pos. | Corridore      | Squadra         | Tempo    |
| ---- | -------------- | --------------- | -------- |
| 1    | Lotte Kopecky  | SD Worx         | 3h37'12" |
| 2    | Anna Henderson | Sel. britannica | s.t.     |
| 3    | Lorena Wiebes  | SD Worx         | a 20"    |

| Pos. | Corridore           | Squadra         | Tempo    |
| ---- | ------------------- | --------------- | -------- |
| 1    | Lotte Kopecky       | SD Worx         | 7h41'07" |
| 2    | Anna Henderson      | Sel. britannica | a 17"    |
| 3    | Letizia Paternoster | Liv AlUla       | a 34"    |

### 3ª tappa
- 8 giugno: Warrington > Warrington – 106,8 km

Risultati
| Pos. | Corridore      | Squadra   | Tempo    |
| ---- | -------------- | --------- | -------- |
| 1    | Lorena Wiebes  | SD Worx   | 2h44'42" |
| 2    | Charlotte Kool | DSM       | s.t.     |
| 3    | Georgia Baker  | Liv AlUla | s.t.     |

| Pos. | Corridore           | Squadra         | Tempo     |
| ---- | ------------------- | --------------- | --------- |
| 1    | Lotte Kopecky       | SD Worx         | 10h25'49" |
| 2    | Anna Henderson      | Sel. britannica | a 17"     |
| 3    | Letizia Paternoster | Liv AlUla       | a 32"     |

### 4ª tappa
- 9 giugno : Manchester > Manchester – 99,2 km

Risultati
| Pos. | Corridore           | Squadra   | Tempo    |
| ---- | ------------------- | --------- | -------- |
| 1    | Ruby Roseman-Gannon | Liv AlUla | 2h37'51" |
| 2    | Christine Majerus   | SD Worx   | s.t.     |
| 3    | Lorena Wiebes       | SD Worx   | s.t.     |

| Pos. | Corridore         | Squadra         | Tempo     |
| ---- | ----------------- | --------------- | --------- |
| 1    | Lotte Kopecky     | SD Worx         | 13h03'40" |
| 2    | Anna Henderson    | Sel. britannica | a 17"     |
| 3    | Christine Majerus | SD Worx         | a 34"     |

## Evoluzione delle classifiche
| Tappa              | Vincitore           | Classifica generale Maglia blu | Classifica a punti Maglia azzurra | Classifica scalatrici Maglia verde | Classifica giovani Maglia bianca | Classifica a squadre |
| ------------------ | ------------------- | ------------------------------ | --------------------------------- | ---------------------------------- | -------------------------------- | -------------------- |
| 1ª                 | Lotte Kopecky       | Lotte Kopecky                  | Lotte Kopecky                     | Elizabeth Deignan                  | Eline Jansen                     | SD Worx-Protime      |
| 2ª                 | Lotte Kopecky       | Lotte Kopecky                  | Lotte Kopecky                     | Elizabeth Deignan                  | Eline Jansen                     | SD Worx-Protime      |
| 3ª                 | Lorena Wiebes       | Lotte Kopecky                  | Lotte Kopecky                     | Elizabeth Deignan                  | Eline Jansen                     | SD Worx-Protime      |
| 4ª                 | Ruby Roseman-Gannon | Lotte Kopecky                  | Lotte Kopecky                     | Elizabeth Deignan                  | Eline Jansen                     | SD Worx-Protime      |
| Classifiche finali | Classifiche finali  | Lotte Kopecky                  | Lotte Kopecky                     | Elizabeth Deignan                  | Eline Jansen                     | SD Worx-Protime      |

## Classifiche finali

### Classifica generale - Maglia viola (Top 10)
| Pos. | Corridore           | Squadra         | Tempo     |
| ---- | ------------------- | --------------- | --------- |
| 1    | Lotte Kopecky       | SD Worx         | 13h03'40" |
| 2    | Anna Henderson      | Sel. britannica | a 17"     |
| 3    | Christine Majerus   | SD Worx         | a 34"     |
| 4    | Pfeiffer Georgi     | DSM             | a 38"     |
| 5    | Letizia Paternoster | Liv AlUla       | a 40"     |
| 6    | Eline Jansen        | VolkerWessels   | a 43"     |
| 7    | Elizabeth Deignan   | Sel. britannica | a 46"     |
| 8    | Victorie Guilman    | St Michel       | s.t.      |
| 9    | Ruby Roseman-Gannon | Liv AlUla       | a 2'50"   |
| 10   | Lorena Wiebes       | SD Worx         | a 4'14"   |

### Classifica a punti - Maglia azzurra (top 5)
| Pos. | Corridore           | Squadra   | Tempo |
| ---- | ------------------- | --------- | ----- |
| 1    | Lotte Kopecky       | SD Worx   | 31    |
| 2    | Lorena Wiebes       | SD Worx   | 25    |
| 3    | Letizia Paternoster | Liv AlUla | 20    |
| 4    | Ruby Roseman-Gannon | Liv AlUla | 13    |
| 5    | Christine Majerus   | SD Worx   | 12    |

### Classifica scalatrici - Maglia verde (top 5)
| Pos. | Corridore         | Squadra         | Tempo |
| ---- | ----------------- | --------------- | ----- |
| 1    | Elizabeth Deignan | Sel. britannica | 45    |
| 2    | Anna Henderson    | Sel. britannica | 32    |
| 3    | Lotte Kopecky     | SD Worx         | 29    |
| 4    | Christine Majerus | SD Worx         | 19    |
| 5    | Lorena Wiebes     | SD Worx         | 17    |

### Classifica giovani - Maglia bianca (top 5)
| Pos. | Corridore      | Squadra         | Tempo    |
| ---- | -------------- | --------------- | -------- |
| 1    | Eline Jansen   | VolkerWessels   | 13h04'23 |
| 2    | Flora Perkins  | Sel. britannica | a 3'57"  |
| 3    | Abi Smith      | DSM             | a 4'12"  |
| 4    | Grace Lister   | Hess            | a 7'46"  |
| 5    | Millie Couzens | Sel. britannica | a 8'02"  |

### Classifica a squadre (top 5)
| Pos. | Squadra                 | Tempo     |
| ---- | ----------------------- | --------- |
| 1    | SD Worx-Protime         | 39h16'39" |
| 2    | Sel. britannica         | s.t.      |
| 3    | Liv AlUla Jayco         | a 3'20"   |
| 4    | St Michel-Mavic-Auber93 | a 4'54"   |
| 5    | VolkerWessels           | a 11'12"  |